# Raymond Roos
Raymond Roos (22 oktober 1977) is een Nederlands voormalig voetballer van Curaçaos komaf. Hij speelde voor Dordrecht'90, VV Heerjansdam en TOGR. Roos kwam sinds 2003 uit voor SV Deltasport Vlaardingen.
Roos speelde in 2004 vier wedstrijden voor de nationale ploeg van de Nederlandse Antillen.